# Copa Chile 2016
La Copa Chile 2016 (Copa Chile MTS 2016 por razones de patrocinio) fue la 37.º versión de este clásico torneo de copa, entre clubes de Chile. En el torneo participaron 31 equipos de 2 categorías distintas (Primera División y Primera B), que buscan el cupo de Chile 3  para la Copa Bridgestone Libertadores de América 2017 y el cupo de Chile 4  para la Copa Sudamericana 2017.
La copa arrancó el 8 de julio de 2016 y finalizó el 14 de diciembre del mismo año. La ANFP pasa a jugar este torneo en los segundos semestres de cada año, a partir del 2016.
La final, disputada en el Estadio Nacional de Santiago el 14 de diciembre de 2016, enfrentó a Colo Colo y a Everton, y se saldó con victoria del equipo "albo" por un contundente 4-0. De esta forma, Colo Colo alcanzó su undécimo título copero, cortando una sequía de 20 años sin títulos coperos, además de tener el derecho a participar en la Copa Libertadores 2017, en calidad de Chile 3 y jugar la Supercopa de Chile 2017 contra Universidad Católica campeón con mejor puntaje de la temporada 2016-17. Previamente, el equipo dirigido por Pablo Guede había eliminado a Ñublense en la primera fase, a Huachipato en octavos de final, a Cobreloa en cuartos y a Universidad Católica en semifinales.

## Modalidad
La Copa Chile 2016 se juega con sistema de eliminación directa, al estilo europeo, con la excepción que se juega a 2 partidos (ida y vuelta). En la primera ronda se emparejan los 15 equipos de Primera B (tras la desafiliación de Deportes Concepción), con los 15 de la Primera División (Universidad de Chile clasifica directo a la siguiente fase por ser el campeón de la edición pasada). La primera etapa, que emparejan a los equipos de la Primera B con los de la Primera División, se jugará con criterio geográfico, y a partir de los octavos de final, siguen el orden del cuadro principal, sin importar el criterio geográfico.

## Premios
El equipo que se corone campeón de esta edición, ganará el derecho de competir en la Copa Libertadores 2017 en calidad de Chile 3 (clasifica a la ronda previa del torneo continental). Además, se gana el derecho de jugar la Supercopa de Chile 2017, donde se enfrentará al mejor campeón de la temporada de Primera División 2016-17. En cambio el subcampeón de Copa Chile 2016, ganará su clasificación a Copa Sudamericana 2017 como Chile 4.

## Árbitros
Estos son los árbitros que impartirán justicia, en la presente edición de la Copa Chile MTS. Podrían sumarse árbitros de la Segunda División Profesional y de ANFA.
| Árbitros           | Edad    | División | Categoría |
| ------------------ | ------- | -------- | --------- |
| Claudio Aranda     | 52 años |          |           |
| Franco Arrué       | 46 años |          |           |
| Cristián Andaur    | 45 años |          |           |
| Julio Bascuñán     | 46 años |          |           |
| Patricio Blanca    | 43 años |          |           |
| José Cabero        | 40 años |          |           |
| René De la Rosa    | 52 años |          |           |
| César Deischler    | 48 años |          |           |
| Eduardo Gamboa     | 48 años |          |           |
| Nicolás Gamboa     | 37 años |          |           |
| Francisco Gilabert | 42 años |          |           |
| Felipe González    | 45 años |          |           |
| Marcelo González   | 45 años |          |           |
| Angelo Hermosilla  | 46 años |          |           |
| Marcelo Jeria      | 42 años |          |           |
| Héctor Jona        | 42 años |          |           |
| Piero Maza         | 40 años |          |           |
| Nicolás Muñoz      | 40 años |          |           |
| Omar Oporto        | 41 años |          |           |
| Jorge Osorio       | 47 años |          |           |
| Enrique Osses      | 50 años |          |           |
| Cristián Pavez     | 45 años |          |           |
| Patricio Polic     | 52 años |          |           |
| Claudio Puga       | 53 años |          |           |
| Christian Rojas    | 49 años |          |           |
| Carlos Rumiano     | 48 años |          |           |
| Roberto Tobar      | 46 años |          |           |
| Rafael Troncoso    | 47 años |          |           |
| Carlos Ulloa       | 49 años |          |           |

## Equipos participantes

### Equipos por región
| Equipo                    | Región             | Comuna o ciudad          |
| ------------------------- | ------------------ | ------------------------ |
| San Marcos de Arica       | Arica y Parinacota | Arica                    |
| Deportes Iquique          | Tarapacá           | Iquique                  |
| Deportes Antofagasta      | Antofagasta        | Antofagasta              |
| Cobreloa                  | Antofagasta        | Calama                   |
| Cobresal                  | Atacama            | El Salvador              |
| Deportes Copiapó          | Atacama            | Copiapó                  |
| Coquimbo Unido            | Coquimbo           | Coquimbo                 |
| Deportes La Serena        | Coquimbo           | La Serena                |
| Everton                   | Valparaíso         | Viña del Mar             |
| San Luis de Quillota      | Valparaíso         | Quillota                 |
| Santiago Wanderers        | Valparaíso         | Valparaíso               |
| Unión La Calera           | Valparaíso         | La Calera                |
| Unión San Felipe          | Valparaíso         | San Felipe               |
| Audax Italiano            | Metropolitana      | Santiago (La Florida)    |
| Colo-Colo                 | Metropolitana      | Santiago (Macul)         |
| Palestino                 | Metropolitana      | Santiago (La Cisterna)   |
| Unión Española            | Metropolitana      | Santiago (Independencia) |
| Universidad Católica      | Metropolitana      | Santiago (Las Condes)    |
| Universidad de Chile      | Metropolitana      | Santiago (Nuñoa)         |
| Magallanes                | Metropolitana      | Santiago (San Bernardo)  |
| Santiago Morning          | Metropolitana      | Santiago (Maipú)         |
| O'Higgins                 | O'Higgins          | Rancagua                 |
| Curicó Unido              | Maule              | Curicó                   |
| Rangers                   | Maule              | Talca                    |
| Huachipato                | Biobío             | Talcahuano               |
| Universidad de Concepción | Biobío             | Concepción               |
| Ñublense                  | Biobío             | Chillán                  |
| Iberia                    | Biobío             | Los Ángeles              |
| Deportes Temuco           | Araucanía          | Temuco                   |
| Deportes Valdivia         | Los Ríos           | Valdivia                 |
| Deportes Puerto Montt     | Los Lagos          | Puerto Montt             |

## Ubicación de los equipos
| | \| Audax Italiano Universidad de Chile Colo-Colo Universidad Católica Unión Española Palestino Magallanes Santiago Morning \| |
| Audax Italiano Universidad de Chile Colo-Colo Universidad Católica Unión Española Palestino Magallanes Santiago Morning | |

| Audax Italiano Universidad de Chile Colo-Colo Universidad Católica Unión Española Palestino Magallanes Santiago Morning |

## Equipos participantes
Actualizado a julio de 2016.

### Primera División (16)
| Equipo                    | Entrenador            | Ciudad                   | Estadio                          | Capacidad | Marca        | Patrocinador Principal  |
| ------------------------- | --------------------- | ------------------------ | -------------------------------- | --------- | ------------ | ----------------------- |
| Audax Italiano            | Hugo Vilches          | Santiago (La Florida)    | Bicentenario de La Florida       | 12.000    | Macron       | Traverso                |
| Cobresal                  | Dalcio Giovagnoli     | El Salvador              | El Cobre                         | 20.752    | Lotto        | PF                      |
| Colo-Colo                 | Pablo Guede           | Santiago (Macul)         | Monumental                       | 47.347    | Under Armour | DirecTV                 |
| Deportes Antofagasta      | Fernando Vergara      | Antofagasta              | Bicentenario Calvo y Bascuñán    | 21.178    | Cafu         | Escondida               |
| Deportes Iquique          | Jaime Vera            | Iquique                  | Municipal de Alto Hospicio       | 4.000     | Rete         | UNAP                    |
| Deportes Temuco           | Luis Landeros         | Temuco                   | Bicentenario Germán Becker       | 18.500    | Joma         | Rosen                   |
| Everton                   | Pablo Sánchez         | Viña del Mar             | Sausalito                        | 22.360    | Pirma        | Viña del Mar-Fox Sports |
| Huachipato                | Miguel Ponce          | Talcahuano               | Huachipato-CAP Acero             | 10.022    | Mitre        |                         |
| O'Higgins                 | Cristián Arán         | Rancagua                 | El Teniente                      | 15.600    | New Balance  | VTR                     |
| Palestino                 | Nicolás Córdova       | Santiago (La Cisterna)   | Municipal de La Cisterna         | 12.000    | Training     | Bank of Palestine       |
| San Luis                  | Miguel Ramírez        | Quillota                 | Lucio Fariña Fernández           | 7.703     | Luanvi       | PF                      |
| Santiago Wanderers        | Eduardo Espinel       | Valparaíso               | Elías Figueroa Brander           | 21.113    | Macron       | TPS                     |
| Unión Española            | Martín Palermo        | Santiago (Independencia) | Santa Laura Universidad-SEK      | 22.000    | Kappa        | Universidad SEK         |
| Universidad Católica      | Mario Salas           | Santiago (Las Condes)    | San Carlos de Apoquindo          | 20.000    | Umbro        | DirecTV                 |
| Universidad de Chile      | Victor Hugo Castañeda | Santiago (Nuñoa)         | Nacional Julio Martínez Pradanos | 48.000    | Adidas       | Claro                   |
| Universidad de Concepción | Ronald Fuentes        | Concepción               | Alcaldesa Ester Roa Rebolledo    | 35.000    | KS7          | UdeC                    |

### Cambios de entrenadores
Los entrenadores interinos aparecen en cursiva.
| Equipo               | Entrenador            | Partidos                                              |
| -------------------- | --------------------- | ----------------------------------------------------- |
| Audax Italiano       | Jorge Pellicer        | Primera Fase (Ida) - Primera Fase (Vuelta)            |
| Audax Italiano       | Hugo Vilches          | Octavos de final (Ida) - Semifinal (Vuelta)           |
| Everton              | Héctor Tapia          | Primera Fase (Ida) - Primera Fase (Vuelta)            |
| Everton              | Pablo Sánchez         | Octavos de final (Ida) - Final                        |
| Universidad de Chile | Sebastián Becaccece   | Primera Fase (Ida) - Octavos de final (Ida)           |
| Universidad de Chile | Víctor Hugo Castañeda | Octavos de final (Vuelta) - Cuartos de Final (Vuelta) |

### Primera División B (15)
| Equipo                | Entrenador             | Ciudad                  | Estadio                      | Capacidad | Marca                 | Patrocinador Principal |
| --------------------- | ---------------------- | ----------------------- | ---------------------------- | --------- | --------------------- | ---------------------- |
| Cobreloa              | César Bravo            | Calama                  | Zorros del Desierto          | 13.000    | Macron                | Finning CAT            |
| Coquimbo Unido        | Juan José Ribera       | Coquimbo                | Francisco Sánchez Rumoroso   | 18.750    | Penalty               | TPC                    |
| Curicó Unido          | Luis Marcoleta         | Curicó                  | Bicentenario La Granja       | 8.000     | OneFit                | Multihogar             |
| Deportes Copiapó      | Rubén Sánchez          | Copiapó                 | Eladio Rojas Díaz            | 3.000     | OneFit                | Aguas Chañar           |
| Deportes La Serena    | Jaime García           | La Serena               | La Portada                   | 18.243    | Cafú                  | PF                     |
| Deportes Puerto Montt | Erwin Durán            | Puerto Montt            | Chinquihue                   | 11.000    | OneFit                | PF                     |
| Deportes Valdivia     | Ricardo Lunari         | Valdivia                | -                            | -         | OneFit                | AFP Modelo             |
| Iberia                | Nelson Soto            | Los Ángeles             | Municipal de Los Ángeles     | 4.150     | Training Professional | VTR                    |
| Magallanes            | Ariel Pereyra          | Santiago (San Bernardo) | Municipal de San Bernardo    | 3.500     | KS7                   | Besalco                |
| Ñublense              | Pablo Abraham          | Chillán                 | Nelson Oyarzún Arenas        | 12.000    | Select                | Di Trevi               |
| Rangers               | Héctor Almandoz        | Talca                   | Bicentenario Fiscal de Talca | 8.324     | Training Professional | PF                     |
| San Marcos de Arica   | Emiliano Astorga       | Arica                   | Carlos Dittborn              | 10.000    | Walon                 | TPA                    |
| Santiago Morning      | Hernán Godoy           | Santiago (Maipú)        | Santiago Bueras              | 6.000     | Training Professional | Finasur                |
| Unión La Calera       | Humberto Grondona      | La Calera               | Nicolás Chahuán Nazar        | 10.000    | Training Professional |                        |
| Unión San Felipe      | Christian Lovrincevich | San Felipe              | Municipal de San Felipe      | 10.000    | KS7                   | PF                     |

### Cambios de entrenadores
Los entrenadores interinos aparecen en cursiva.
| Equipo             | Entrenador        | Fechas                                             |
| ------------------ | ----------------- | -------------------------------------------------- |
| Cobreloa           | Carlos Rojas      | Primera Fase (Ida) - Primera Fase (Vuelta)         |
| Cobreloa           | César Bravo       | Octavos de final (Ida) - Cuartos de Final (Vuelta) |
| Unión La Calera    | Miguel Alegre     | Primera Fase (Ida) - Primera Fase (Vuelta)         |
| Unión La Calera    | Humberto Grondona | -                                                  |
| Deportes La Serena | Luis Musrri       | Primera Fase (Ida) - Octavos de final (Ida)        |
| Deportes La Serena | Jaime García      | Octavos de final (Vuelta)                          |
| Deportes Copiapó   | Francisco Michea  | Primera Fase (Ida) - Octavos de final (Ida)        |
| Deportes Copiapó   | Rubén Sánchez     | Octavos de final (Vuelta)                          |

Nota: Los cambios de entrenadores se realizaron, en el transcurso de los torneos de la Primera División y Primera B, respectivamente.

## Primera Fase
Los 15 equipos de la Primera B, se enfrentarán ante 15 clubes de la Primera División (exceptuando al campeón de la edición anterior). Se juegan partidos de ida y vuelta, y los 15 clasificados avanzarán a la ronda de 8.º de final.
| Ida | Ida                   | Ida                                                         | Ida                       | Ida | Ida                        | Ida                | Ida         | Ida   | Ida | Ida |
|     | Local                 | Resultado                                                   | Visitante                 |     | Estadio                    | Árbitro            | Fecha       | Hora  | TV  |     |
| --- | --------------------- | ----------------------------------------------------------- | ------------------------- | --- | -------------------------- | ------------------ | ----------- | ----- | --- | --- |
|     | Deportes La Serena    | 3 - 1 Archivado el 25 de agosto de 2016 en Wayback Machine. | Santiago Wanderers        |     | La Portada                 | Carlos Ulloa       | 8 de julio  | 20:00 |     |     |
|     | Ñublense              | 0 - 0 Archivado el 25 de agosto de 2016 en Wayback Machine. | Colo-Colo                 |     | Nelson Oyarzún Arenas      | Cristián Andaur    | 9 de julio  | 12:00 |     |     |
|     | Deportes Copiapó      | 3 - 0 Archivado el 25 de agosto de 2016 en Wayback Machine. | Cobresal                  |     | Eladio Rojas Díaz          | Héctor Jona        | 9 de julio  | 15:00 |     |     |
|     | Unión La Calera       | 2 - 2 Archivado el 26 de agosto de 2016 en Wayback Machine. | San Luis                  |     | Lucio Fariña Fernández     | Patricio Polic     | 9 de julio  | 15:30 |     |     |
|     | Coquimbo Unido        | 0 - 6 Archivado el 26 de agosto de 2016 en Wayback Machine. | Palestino                 |     | Francisco Sánchez Rumoroso | Christian Rojas    | 9 de julio  | 18:00 |     |     |
|     | Rangers               | 1 - 3 Archivado el 26 de agosto de 2016 en Wayback Machine. | O'Higgins                 |     | Fiscal de Talca            | Angelo Hermosilla  | 9 de julio  | 18:00 |     |     |
|     | Deportes Puerto Montt | 0 - 2 Archivado el 26 de agosto de 2016 en Wayback Machine. | Deportes Temuco           |     | Chinquihue                 | Cristián Pavez     | 9 de julio  | 18:00 |     |     |
|     | Deportes Iquique      | 2 - 0 Archivado el 26 de agosto de 2016 en Wayback Machine. | San Marcos de Arica       |     | Municipal de Alto Hospicio | Jorge Osorio       | 10 de julio | 12:00 |     |     |
|     | Magallanes            | 1 - 2 Archivado el 25 de agosto de 2016 en Wayback Machine. | Unión Española            |     | Municipal de San Bernardo  | Eduardo Gamboa     | 10 de julio | 12:00 |     |     |
|     | Iberia                | 1 - 5 Archivado el 26 de agosto de 2016 en Wayback Machine. | Huachipato                |     | Municipal de Los Ángeles   | Nicolás Gamboa     | 10 de julio | 15:30 |     |     |
|     | Cobreloa              | 1 - 0 Archivado el 26 de agosto de 2016 en Wayback Machine. | Deportes Antofagasta      |     | Zorros del Desierto        | Nicolás Muñoz      | 10 de julio | 16:00 |     |     |
|     | Curicó Unido          | 1 - 1 Archivado el 25 de agosto de 2016 en Wayback Machine. | Audax Italiano            |     | La Granja                  | César Deischler    | 10 de julio | 17:30 |     |     |
|     | Santiago Morning      | 2 - 0 Archivado el 25 de agosto de 2016 en Wayback Machine. | Universidad Católica      |     | Municipal de La Pintana    | Franco Arrué       | 11 de julio | 19:30 |     |     |
|     | Unión San Felipe      | 1 - 3 Archivado el 25 de agosto de 2016 en Wayback Machine. | Everton                   |     | Municipal de San Felipe    | Francisco Gilabert | 13 de julio | 16:00 |     |     |
|     | Deportes Valdivia     | 0 - 3 Archivado el 25 de agosto de 2016 en Wayback Machine. | Universidad de Concepción |     | Municipal de chinquihue    | -                  | 13 de julio | 16:00 |     |     |

| Vuelta | Vuelta                    | Vuelta                                                                                                  | Vuelta                | Vuelta | Vuelta                      | Vuelta             | Vuelta      | Vuelta | Vuelta | Vuelta |
|        | Local                     | Resultado                                                                                               | Visitante             |        | Estadio                     | Árbitro            | Fecha       | Hora   | TV     |        |
| ------ | ------------------------- | --- | --------------------- | ------ | --------------------------- | ------------------ | ----------- | ------ | ------ | ------ |
|        | Audax Italiano            | 1 - 0 Archivado el 26 de agosto de 2016 en Wayback Machine.                                             | Curicó Unido          |        | Bicentenario de La Florida  | Carlos Rumiano     | 15 de julio | 19:30  |        |        |
|        | San Luis                  | 2 - 1 Archivado el 26 de agosto de 2016 en Wayback Machine.                                             | Unión La Calera       |        | Lucio Fariña Fernández      | Franco Arrué       | 16 de julio | 12:00  |        |        |
|        | Cobresal                  | 3 - 1 Archivado el 25 de agosto de 2016 en Wayback Machine.                                             | Deportes Copiapó      |        | El Cobre                    | José Cabero        | 16 de julio | 15:00  |        |        |
|        | O'Higgins                 | 3 - 1 Archivado el 26 de agosto de 2016 en Wayback Machine.                                             | Rangers               |        | El Teniente                 | César Deischler    | 16 de julio | 15:00  |        |        |
|        | Huachipato                | 1 - 1 Archivado el 25 de agosto de 2016 en Wayback Machine.                                             | Iberia                |        | Huachipato-CAP Acero        | Cristián Pavez     | 16 de julio | 15:00  |        |        |
|        | Deportes Temuco           | 3 - 1 Archivado el 25 de agosto de 2016 en Wayback Machine.                                             | Deportes Puerto Montt |        | Germán Becker               | Christian Rojas    | 16 de julio | 15:00  |        |        |
|        | Palestino                 | 1 - 0 Archivado el 25 de agosto de 2016 en Wayback Machine.                                             | Coquimbo Unido        |        | Municipal de La Cisterna    | Nicolás Muñoz      | 16 de julio | 15:30  |        |        |
|        | Unión Española            | 0(4) - (3)1 Archivado el 25 de agosto de 2016 en Wayback Machine.                                       | Magallanes            |        | Santa Laura Universidad-SEK | Francisco Gilabert | 16 de julio | 17:30  |        |        |
|        | Universidad Católica      | 3 - 0 Archivado el 26 de agosto de 2016 en Wayback Machine.                                             | Santiago Morning      |        | San Carlos de Apoquindo     | Carlos Ulloa       | 17 de julio | 12:00  |        |        |
|        | San Marcos de Arica       | 2 - 2 Archivado el 26 de agosto de 2016 en Wayback Machine.                                             | Deportes Iquique      |        | Carlos Dittborn             | Julio Bascuñán     | 17 de julio | 15:00  |        |        |
|        | Santiago Wanderers        | 2 - 1 (enlace roto disponible en Internet Archive; véase el historial, la primera versión y la última). | Deportes La Serena    |        | Elías Figueroa Brander      | Cristián Andaur    | 17 de julio | 15:00  |        |        |
|        | Deportes Antofagasta      | 1 - 1 Archivado el 21 de julio de 2016 en Wayback Machine.                                              | Cobreloa              |        | Calvo y Bascuñán            | Felipe González    | 17 de julio | 16:00  |        |        |
|        | Colo-Colo                 | 2 - 1 Archivado el 19 de julio de 2016 en Wayback Machine.                                              | Ñublense              |        | Monumental                  | Angelo Hermosilla  | 17 de julio | 17:30  |        |        |
|        | Everton                   | 3 - 0 Archivado el 25 de agosto de 2016 en Wayback Machine.                                             | Unión San Felipe      |        | Sausalito                   | Jorge Osorio       | 20 de julio | 19:30  |        |        |
|        | Universidad de Concepción | 3 - 0 Archivado el 25 de agosto de 2016 en Wayback Machine.                                             | Deportes Valdivia     |        | Ester roa rebolledo         | -                  | 20 de julio | -      |        |        |

## Fase Final
Los 15 clubes clasificados de la Primera Ronda, se unen a Universidad de Chile, actual campeón del certamen, para formar el cuadro principal de Octavos de final. Se realizó un sorteo para armar las llaves de Octavos de final. De ahí en más, el resto de las fases seguirá el orden del cuadro. Palestino retrasó su duelo contra Everton en los Octavos de final, por su participación en la Copa Sudamericana 2016.
|  | Octavos de final          | Octavos de final     | Octavos de final | Octavos de final |       |                      | Cuartos de Final | Cuartos de Final | Cuartos de Final | Cuartos de Final |  |                      | Semifinales | Semifinales | Semifinales | Semifinales |         |         | Final   | Final | Final | Final |
|  |                           |                      |                  |                  |       |                      |                  |                  |                  |                  |  |                      |             |             |             |             |         |         |         |       |       |       |
|  | Unión Española            | 4                    | 2                | 6                |       |                      |                  |                  |                  |                  |  |                      |             |             |             |             |         |         |         |       |       |       |
|  | O'Higgins                 | 0                    | 1                | 1                |       |                      |                  |                  |                  |                  |  |                      |             |             |             |             |         |         |         |       |       |       |
|  | O'Higgins                 | 0                    | 1                | 1                |       | Unión Española       | 1                | 0                | 1                |                  |  |                      |             |             |             |             |         |         |         |       |       |       |
|  |                           |                      |                  |                  |       | Unión Española       | 1                | 0                | 1                |                  |  |                      |             |             |             |             |         |         |         |       |       |       |
|  |                           | Everton              | 2                | 0                | 2     |                      |                  |                  |                  |                  |  |                      |             |             |             |             |         |         |         |       |       |       |
|  | Palestino                 | Everton              | 2                | 0                | 2     | 0                    | 1                | 1                |                  |                  |  |                      |             |             |             |             |         |         |         |       |       |       |
|  | Palestino                 |                      |                  |                  |       | 0                    | 1                | 1                |                  |                  |  |                      |             |             |             |             |         |         |         |       |       |       |
|  | Everton                   | 1                    | 1                | 2                |       |                      |                  |                  |                  |                  |  |                      |             |             |             |             |         |         |         |       |       |       |
|  | Everton                   | 1                    | 1                | 2                |       |                      |                  |                  |                  |                  |  | Everton              | 3           | 1           | 4           |             |         |         |         |       |       |       |
|  |                           |                      |                  |                  |       |                      |                  |                  |                  |                  |  | Everton              | 3           | 1           | 4           |             |         |         |         |       |       |       |
|  |                           | Audax Italiano       | 2                | 0                | 2     |                      |                  |                  |                  |                  |  |                      |             |             |             |             |         |         |         |       |       |       |
|  | Universidad de Concepción | Audax Italiano       | 2                | 0                | 2     | 0                    | 0                | 0                |                  |                  |  |                      |             |             |             |             |         |         |         |       |       |       |
|  | Universidad de Concepción |                      |                  |                  |       | 0                    | 0                | 0                |                  |                  |  |                      |             |             |             |             |         |         |         |       |       |       |
|  | San Luis                  | 1                    | 1                | 2                |       |                      |                  |                  |                  |                  |  |                      |             |             |             |             |         |         |         |       |       |       |
|  | San Luis                  | 1                    | 1                | 2                |       | San Luis             | 2                | 3                | 5 (3)            |                  |  |                      |             |             |             |             |         |         |         |       |       |       |
|  |                           |                      |                  |                  |       | San Luis             | 2                | 3                | 5 (3)            |                  |  |                      |             |             |             |             |         |         |         |       |       |       |
|  |                           | Audax Italiano       | 4                | 1                | 5 (4) |                      |                  |                  |                  |                  |  |                      |             |             |             |             |         |         |         |       |       |       |
|  | Audax Italiano            | Audax Italiano       | 4                | 1                | 5 (4) | 3                    | 2                | 5                |                  |                  |  |                      |             |             |             |             |         |         |         |       |       |       |
|  | Audax Italiano            |                      |                  |                  |       | 3                    | 2                | 5                |                  |                  |  |                      |             |             |             |             |         |         |         |       |       |       |
|  | Deportes Copiapó          | 1                    | 2                | 3                |       |                      |                  |                  |                  |                  |  |                      |             |             |             |             |         |         |         |       |       |       |
|  | Deportes Copiapó          | 1                    | 2                | 3                |       |                      |                  |                  |                  |                  |  |                      |             |             |             |             | Everton | Everton | Everton | 0     |       |       |
|  |                           |                      |                  |                  |       |                      |                  |                  |                  |                  |  |                      |             |             |             |             |         | Everton | Everton | 0     |       |       |
|  |                           | Colo-Colo            | Colo-Colo        | Colo-Colo        | 4     |                      |                  |                  |                  |                  |  |                      |             |             |             |             |         |         |         |       |       |       |
|  | Universidad Católica      | Colo-Colo            | Colo-Colo        | Colo-Colo        | 4     | 2                    | 2                | 4                |                  |                  |  |                      |             |             |             |             |         |         |         |       |       |       |
|  | Universidad Católica      |                      |                  |                  |       | 2                    | 2                | 4                |                  |                  |  |                      |             |             |             |             |         |         |         |       |       |       |
|  | Deportes Temuco           | 1                    | 1                | 2                |       |                      |                  |                  |                  |                  |  |                      |             |             |             |             |         |         |         |       |       |       |
|  | Deportes Temuco           | 1                    | 1                | 2                |       | Universidad Católica | 2                | 3                | 5                |                  |  |                      |             |             |             |             |         |         |         |       |       |       |
|  |                           |                      |                  |                  |       | Universidad Católica | 2                | 3                | 5                |                  |  |                      |             |             |             |             |         |         |         |       |       |       |
|  |                           | Universidad de Chile | 0                | 3                | 3     |                      |                  |                  |                  |                  |  |                      |             |             |             |             |         |         |         |       |       |       |
|  | Deportes Iquique          | Universidad de Chile | 0                | 3                | 3     | 1                    | 2                | 3 (6)            |                  |                  |  |                      |             |             |             |             |         |         |         |       |       |       |
|  | Deportes Iquique          |                      |                  |                  |       | 1                    | 2                | 3 (6)            |                  |                  |  |                      |             |             |             |             |         |         |         |       |       |       |
|  | Universidad de Chile      | 1                    | 2                | 3 (7)            |       |                      |                  |                  |                  |                  |  |                      |             |             |             |             |         |         |         |       |       |       |
|  | Universidad de Chile      | 1                    | 2                | 3 (7)            |       |                      |                  |                  |                  |                  |  | Universidad Católica | 0           | 0           | 0           |             |         |         |         |       |       |       |
|  |                           |                      |                  |                  |       |                      |                  |                  |                  |                  |  | Universidad Católica | 0           | 0           | 0           |             |         |         |         |       |       |       |
|  |                           | Colo-Colo            | 1                | 2                | 3     |                      |                  |                  |                  |                  |  |                      |             |             |             |             |         |         |         |       |       |       |
|  | Cobreloa                  | Colo-Colo            | 1                | 2                | 3     | 3                    | 0                | 3                |                  |                  |  |                      |             |             |             |             |         |         |         |       |       |       |
|  | Cobreloa                  |                      |                  |                  |       | 3                    | 0                | 3                |                  |                  |  |                      |             |             |             |             |         |         |         |       |       |       |
|  | Deportes La Serena        | 0                    | 0                | 0                |       |                      |                  |                  |                  |                  |  |                      |             |             |             |             |         |         |         |       |       |       |
|  | Deportes La Serena        | 0                    | 0                | 0                |       | Cobreloa             | 1                | 1                | 2                |                  |  |                      |             |             |             |             |         |         |         |       |       |       |
|  |                           |                      |                  |                  |       | Cobreloa             | 1                | 1                | 2                |                  |  |                      |             |             |             |             |         |         |         |       |       |       |
|  |                           | Colo-Colo            | 2                | 3                | 5     |                      |                  |                  |                  |                  |  |                      |             |             |             |             |         |         |         |       |       |       |
|  | Huachipato                | Colo-Colo            | 2                | 3                | 5     | 2                    | 1                | 3                |                  |                  |  |                      |             |             |             |             |         |         |         |       |       |       |
|  | Huachipato                |                      |                  |                  |       | 2                    | 1                | 3                |                  |                  |  |                      |             |             |             |             |         |         |         |       |       |       |
|  | Colo-Colo                 | 1                    | 3                | 4                |       |                      |                  |                  |                  |                  |  |                      |             |             |             |             |         |         |         |       |       |       |

Nota: El equipo que se ubica en la segunda línea cierra la llave como local.

## Resultados de la Fase Final

### Octavos de final
|  | Unión Española            | 4 - 0 (enlace roto disponible en Internet Archive; véase el historial, la primera versión y la última). | O'Higgins            |  | Santa Laura Universidad-SEK | Francisco Gilabert | 15 de septiembre | 18:30 |  |
|  | Cobreloa                  | 3 - 0 (enlace roto disponible en Internet Archive; véase el historial, la primera versión y la última). | Deportes La Serena   |  | Zorros del Desierto         | Christian Rojas    | 15 de septiembre | 20:00 |  |
|  | Audax Italiano            | 3 - 1 (enlace roto disponible en Internet Archive; véase el historial, la primera versión y la última). | Deportes Copiapó     |  | Bicentenario de La Florida  | Rafael Troncoso    | 15 de septiembre | 20:30 |  |
|  | Huachipato                | 2 - 1 Archivado el 19 de septiembre de 2016 en Wayback Machine.                                         | Colo-Colo            |  | Huachipato-CAP Acero        | Patricio Polic     | 16 de septiembre | 15:00 |  |
|  | Deportes Iquique          | 1 - 1 Archivado el 23 de septiembre de 2016 en Wayback Machine.                                         | Universidad de Chile |  | Cavancha                    | Felipe González    | 21 de septiembre | 16:00 |  |
|  | Universidad de Concepción | 0 - 1 (enlace roto disponible en Internet Archive; véase el historial, la primera versión y la última). | San Luis             |  | Ester Roa Rebolledo         | Franco Arrué       | 21 de septiembre | 19:30 |  |
|  | Universidad Católica      | 2 - 1 Archivado el 23 de septiembre de 2016 en Wayback Machine.                                         | Deportes Temuco      |  | San Carlos de Apoquindo     | Roberto Tobar      | 21 de septiembre | 21:00 |  |
|  | Palestino                 | 0 - 1 Archivado el 9 de octubre de 2016 en Wayback Machine.                                             | Everton              |  | Municipal de La Cisterna    | Carlos Ulloa       | 7 de octubre     | 16:00 |  |

|  | O'Higgins            | 1 - 2 Archivado el 23 de septiembre de 2016 en Wayback Machine.   | Unión Española            |  | El Teniente            | Angelo Hermosilla | 21 de septiembre | 18:30 |  |
|  | Colo-Colo            | 3 - 1 Archivado el 2 de octubre de 2016 en Wayback Machine.       | Huachipato                |  | Monumental             | César Deischler   | 27 de septiembre | 20:00 |  |
|  | Deportes Copiapó     | 2 - 2 Archivado el 2 de octubre de 2016 en Wayback Machine.       | Audax Italiano            |  | La Caldera             | Christian Rojas   | 28 de septiembre | 16:00 |  |
|  | Deportes Temuco      | 1 - 2 Archivado el 2 de octubre de 2016 en Wayback Machine.       | Universidad Católica      |  | Germán Becker          | Eduardo Gamboa    | 28 de septiembre | 17:30 |  |
|  | Deportes La Serena   | 0 - 0 Archivado el 2 de octubre de 2016 en Wayback Machine.       | Cobreloa                  |  | La Portada             | Piero Maza        | 28 de septiembre | 19:00 |  |
|  | Universidad de Chile | 2(7) - (6)2 Archivado el 2 de octubre de 2016 en Wayback Machine. | Deportes Iquique          |  | Nacional               | Cristián Andaur   | 28 de septiembre | 20:00 |  |
|  | San Luis             | 1 - 0 Archivado el 2 de octubre de 2016 en Wayback Machine.       | Universidad de Concepción |  | Lucio Fariña Fernández | Angelo Hermosilla | 8 de octubre     | 19:00 |  |
|  | Everton              | 1 - 1 Archivado el 14 de octubre de 2016 en Wayback Machine.      | Palestino                 |  | Sausalito              | Julio Bascuñán    | 3 de noviembre   | 20:30 |  |

### Cuartos de final
|  | San Luis             | 2 - 4 Archivado el 19 de octubre de 2016 en Wayback Machine.   | Audax Italiano       |  | Lucio Fariña Fernández      | Jorge Osorio    | 18 de octubre   | 20:00 |  |
|  | Universidad Católica | 2 - 0 Archivado el 20 de octubre de 2016 en Wayback Machine.   | Universidad de Chile |  | San Carlos de Apoquindo     | Patricio Polic  | 19 de octubre   | 20:30 |  |
|  | Cobreloa             | 1 - 2 Archivado el 20 de octubre de 2016 en Wayback Machine.   | Colo-Colo            |  | Zorros del Desierto         | Julio Bascuñán  | 20 de octubre   | 20:00 |  |
|  | Unión Española       | 1 - 2 Archivado el 11 de noviembre de 2016 en Wayback Machine. | Everton              |  | Santa Laura Universidad-SEK | Cristián Andaur | 10 de noviembre | 20:30 |  |

|  | Universidad de Chile | 3 - 3 Archivado el 20 de octubre de 2016 en Wayback Machine.       | Universidad Católica |  | Nacional                   | Roberto Tobar  | 24 de octubre   | 20:30 |  |
|  | Audax Italiano       | 1(4) - (3)3 Archivado el 20 de octubre de 2016 en Wayback Machine. | San Luis             |  | Bicentenario de La Florida | Eduardo Gamboa | 25 de octubre   | 20:00 |  |
|  | Colo-Colo            | 3 - 1 Archivado el 19 de octubre de 2016 en Wayback Machine.       | Cobreloa             |  | Monumental                 | Carlos Ulloa   | 26 de octubre   | 19:30 |  |
|  | Everton              | 0 - 0 Archivado el 12 de noviembre de 2016 en Wayback Machine.     | Unión Española       |  | Sausalito                  | Eduardo Gamboa | 14 de noviembre | 20:30 |  |

### Semifinales
|  | Universidad Católica | 0 - 1 Archivado el 24 de noviembre de 2016 en Wayback Machine. | Colo-Colo      |  | San Carlos de Apoquindo | Roberto Tobar     | 23 de noviembre | 20:00 |  |
|  | Everton              | 3 - 2 Archivado el 24 de noviembre de 2016 en Wayback Machine. | Audax Italiano |  | Sausalito               | Angelo Hermosilla | 23 de noviembre | 20:30 |  |

|  | Colo-Colo      | 2 - 0 Archivado el 25 de noviembre de 2016 en Wayback Machine. | Universidad Católica |  | Monumental                 | Jorge Osorio   | 30 de noviembre | 20:00 |  |
|  | Audax Italiano | 0 - 1 Archivado el 25 de noviembre de 2016 en Wayback Machine. | Everton              |  | Bicentenario de La Florida | Patricio Polic | 30 de noviembre | 20:30 |  |

### Final
|  | Colo Colo | 4 - 0 Archivado el 17 de diciembre de 2016 en Wayback Machine. | Everton |  | Nacional | Julio Bascuñán | 14 de diciembre | 20:00 |  |

## Partido final de la Copa
| 14 de diciembre de 2016, 20:00 | Colo-Colo                                     | 4:0 (3:0) | Everton | Nacional, Santiago (Nuñoa)                                 |                                                            |
|                                | Rivero 25' · Paredes 36', 38' · Fernández 71' | Reporte   |         | Asistencia: 33.419 espectadores Árbitro(s): Julio Bascuñán | Asistencia: 33.419 espectadores Árbitro(s): Julio Bascuñán |

| 12         | Guardameta     | Paulo Garcés     |     |
| 23         | Defensa        | Claudio Baeza    |     |
| 5          | Defensa        | Julio Barroso    |     |
| 4          | Defensa        | Matías Zaldivia  |     |
| 17         | Centrocampista | Gabriel Suazo    |     |
| 8          | Centrocampista | Esteban Pavez    |     |
| 11         | Centrocampista | Gonzalo Fierro   |     |
| 14         | Centrocampista | Martín Rodríguez | 75' |
| 10         | Centrocampista | Ramón Fernández  | 83' |
| 29         | Delantero      | Octavio Rivero   |     |
| 7          | Delantero      | Esteban Paredes  | 66' |
| Entrenador | Entrenador     | Pablo Guede      |     |

| 31         | Guardameta     | Eduardo Lobos      |     |
| 28         | Defensa        | Dilan Zúñiga       | 46' |
| 13         | Defensa        | Cristián Suárez    |     |
| 22         | Defensa        | Marcos Velásquez   |     |
| 6          | Defensa        | Gino Alucema       |     |
| 20         | Centrocampista | Rodrigo Echeverría |     |
| 26         | Centrocampista | Kevin Medel        | 74' |
| 5          | Centrocampista | Iván Ochoa         |     |
| 16         | Delantero      | Nicolás Orellana   |     |
| 17         | Delantero      | Braian Rodríguez   | 79' |
| 7          | DEL            | Maximiliano Cerato |     |
| Entrenador | Entrenador     | Pablo Sánchez      |     |

| 30 | Delantero      | Iván Morales        | 66' |
| 9  | Centrocampista | Luis Pedro Figueroa | 75' |
| 32 | Centrocampista | Branco Provoste     | 83' |

| 8  | Centrocampista | Sebastián Leyton | 46' |
| 30 | Centrocampista | Franco Ragusa    | 74' |
| 15 | Delantero      | Camilo Ponce     | 79' |

| Anotado | 25' | Octavio Rivero  | 1-0 |
| Anotado | 36' | Esteban Paredes | 2-0 |
| Anotado | 38' | Esteban Paredes | 3-0 |
| Anotado | 71' | Ramón Fernández | 4-0 |

|  |  |  |  |

| Amonestado | 47' | Claudio Baeza |  |
| Amonestado | 57' | Gabriel Suazo |  |

| Amonestado | 14' | Cristián Suárez    |  |
| Amonestado | 21' | Rodrigo Echeverría |  |
| Amonestado | 39' | Braian Rodríguez   |  |
| Amonestado | 39' | Kevin Medel        |  |
| Amonestado | 80' | Iván Ochoa         |  |

| Expulsado | 85' | Cristián Suárez |

| Árbitro             | Julio Bascuñán                        |
| Árbitros asistentes | Carlos Astroza                        |
| Árbitros asistentes | Raul Orellana                         |
| Cuarto Árbitro      | Marcelo Barraza                       |
| Quinto Árbitro      | Jorge Osorio (1) - Eduardo Gamboa (2) |

| 12         | Guardameta     | Paulo Garcés     |     |
| 23         | Defensa        | Claudio Baeza    |     |
| 5          | Defensa        | Julio Barroso    |     |
| 4          | Defensa        | Matías Zaldivia  |     |
| 17         | Centrocampista | Gabriel Suazo    |     |
| 8          | Centrocampista | Esteban Pavez    |     |
| 11         | Centrocampista | Gonzalo Fierro   |     |
| 14         | Centrocampista | Martín Rodríguez | 75' |
| 10         | Centrocampista | Ramón Fernández  | 83' |
| 29         | Delantero      | Octavio Rivero   |     |
| 7          | Delantero      | Esteban Paredes  | 66' |
| Entrenador | Entrenador     | Pablo Guede      |     |

| 31         | Guardameta     | Eduardo Lobos      |     |
| 28         | Defensa        | Dilan Zúñiga       | 46' |
| 13         | Defensa        | Cristián Suárez    |     |
| 22         | Defensa        | Marcos Velásquez   |     |
| 6          | Defensa        | Gino Alucema       |     |
| 20         | Centrocampista | Rodrigo Echeverría |     |
| 26         | Centrocampista | Kevin Medel        | 74' |
| 5          | Centrocampista | Iván Ochoa         |     |
| 16         | Delantero      | Nicolás Orellana   |     |
| 17         | Delantero      | Braian Rodríguez   | 79' |
| 7          | DEL            | Maximiliano Cerato |     |
| Entrenador | Entrenador     | Pablo Sánchez      |     |

| 30 | Delantero      | Iván Morales        | 66' |
| 9  | Centrocampista | Luis Pedro Figueroa | 75' |
| 32 | Centrocampista | Branco Provoste     | 83' |

| 8  | Centrocampista | Sebastián Leyton | 46' |
| 30 | Centrocampista | Franco Ragusa    | 74' |
| 15 | Delantero      | Camilo Ponce     | 79' |

| Anotado | 25' | Octavio Rivero  | 1-0 |
| Anotado | 36' | Esteban Paredes | 2-0 |
| Anotado | 38' | Esteban Paredes | 3-0 |
| Anotado | 71' | Ramón Fernández | 4-0 |

|  |  |  |  |

| Amonestado | 47' | Claudio Baeza |  |
| Amonestado | 57' | Gabriel Suazo |  |

| Amonestado | 14' | Cristián Suárez    |  |
| Amonestado | 21' | Rodrigo Echeverría |  |
| Amonestado | 39' | Braian Rodríguez   |  |
| Amonestado | 39' | Kevin Medel        |  |
| Amonestado | 80' | Iván Ochoa         |  |

| Expulsado | 85' | Cristián Suárez |

| Árbitro             | Julio Bascuñán                        |
| Árbitros asistentes | Carlos Astroza                        |
| Árbitros asistentes | Raul Orellana                         |
| Cuarto Árbitro      | Marcelo Barraza                       |
| Quinto Árbitro      | Jorge Osorio (1) - Eduardo Gamboa (2) |

## Campeón
| Copa Chile                    |
|                               |
| Campeón Colo Colo 11.º título |
|                               |

## Estadísticas

### Goleadores
Actualizado el 14 de diciembre de 2016.
| Top 10             | Top 10               | Top 10 |
| ------------------ | -------------------- | ------ |
| Jugador            | Equipo               | Goles  |
| Esteban Paredes    | Colo-Colo            | 8      |
| Braian Rodríguez   | Everton              | 5      |
| Sergio Santos      | Audax Italiano       | 4      |
| Carlos Salom       | Unión Española       | 4      |
| Nicolás Castillo   | Universidad Católica | 4      |
| José Pablo Monreal | Cobreloa             | 3      |
| Patricio Jerez     | Cobresal             | 3      |
| Octavio Rivero     | Colo-Colo            | 3      |
| Javier Guarino     | Deportes Copiapó     | 3      |
| Cris Martínez      | Deportes Temuco      | 3      |

| Tabla de goleadores completa | Tabla de goleadores completa | Tabla de goleadores completa |
| Jugador                      | Equipo                       | Goles                        |
| ---------------------------- | ---------------------------- | ---------------------------- |
| Maximiliano Cerato           | Everton                      | 3                            |
| Leandro Benegas              | Palestino                    | 3                            |
| Leonardo Valencia            | Palestino                    | 3                            |
| Gerson Martínez              | San Luis de Quillota         | 3                            |
| Gastón Fernández             | Universidad de Chile         | 3                            |
| Matías Campos Toro           | Audax Italiano               | 2                            |
| Bryan Carrasco               | Audax Italiano               | 2                            |
| Marcos Riquelme              | Audax Italiano               | 2                            |
| Diego Vallejos               | Audax Italiano               | 2                            |
| Fernando Cornejo             | Cobreloa                     | 2                            |
| Ramón Fernández              | Colo-Colo                    | 2                            |
| Martín Rodríguez             | Colo-Colo                    | 2                            |
| Mario Briceño                | Deportes La Serena           | 2                            |
| Mauricio Salazar             | Deportes La Serena           | 2                            |
| Jimmy Martínez               | Huachipato                   | 2                            |
| Andrés Robles                | Huachipato                   | 2                            |
| Claudio Sepúlveda            | Huachipato                   | 2                            |
| Diego Alvarado               | Magallanes                   | 2                            |
| Iván Bulos                   | O'Higgins                    | 2                            |
| Gastón Lezcano               | O'Higgins                    | 2                            |
| Brian Torrealba              | O'Higgins                    | 2                            |
| Diego Silva                  | San Luis de Quillota         | 2                            |
| Diego Churín                 | Unión Española               | 2                            |
| Fernando Cordero             | Universidad Católica         | 2                            |
| José Pedro Fuenzalida        | Universidad Católica         | 2                            |
| Jorge Faúndez                | Audax Italiano               | 1                            |
| Camilo Melivilú              | Audax Italiano               | 1                            |
| Ignacio Jara                 | Cobreloa                     | 1                            |
| Bibencio Servín              | Cobreloa                     | 1                            |
| Flavio Rojas                 | Cobresal                     | 1                            |
| Claudio Baeza                | Colo-Colo                    | 1                            |
| Luis Pedro Figueroa          | Colo-Colo                    | 1                            |
| Iván Morales                 | Colo-Colo                    | 1                            |
| Francisco Silva              | Curicó Unido                 | 1                            |
| Pablo Corral                 | Deportes Antofagasta         | 1                            |
| Luis Aguirre                 | Deportes Copiapó             | 1                            |
| Gonzalo Bustamante           | Deportes Iquique             | 1                            |
| Rafael Caroca                | Deportes Iquique             | 1                            |
| Misael Dávila                | Deportes Iquique             | 1                            |
| Hernán Lopes                 | Deportes Iquique             | 1                            |
| Álvaro Ramos                 | Deportes Iquique             | 1                            |
| Diego Torres                 | Deportes Iquique             | 1                            |
| Mauricio Salazar             | Deportes La Serena           | 1                            |
| Juan Pablo Abarzúa           | Deportes Puerto Montt        | 1                            |
| Matías Donoso                | Deportes Temuco              | 1                            |
| Orlando Gutiérrez            | Deportes Temuco              | 1                            |
| Francisco Piña               | Deportes Temuco              | 1                            |
| Jaime Soto                   | Deportes Temuco              | 1                            |
| Nicolás Peñailillo           | Everton                      | 1                            |
| Franco Ragusa                | Everton                      | 1                            |
| Diego Rojas                  | Everton                      | 1                            |
| Jorge Romo                   | Everton                      | 1                            |
| Cristián Suárez              | Everton                      | 1                            |
| Dilan Zúñiga                 | Everton                      | 1                            |
| Camilo Pontoni               | Huachipato                   | 1                            |
| Leonardo Povea               | Huachipato                   | 1                            |
| Patricio Leiva               | Iberia                       | 1                            |
| Diego Ruiz                   | Iberia                       | 1                            |
| Emiliano Pedreira            | Ñublense                     | 1                            |
| Alejandro Márquez            | O'Higgins                    | 1                            |
| Jonathan Cisternas           | Palestino                    | 1                            |
| Franco Mazurek               | Palestino                    | 1                            |
| Bruno Romo                   | Rangers                      | 1                            |
| Jorge Sotomayor              | Rangers                      | 1                            |
| Gonzalo Abán                 | San Luis de Quillota         | 1                            |
| Alejandro Fiorina            | San Luis de Quillota         | 1                            |
| Juan Pablo Gómez             | San Luis de Quillota         | 1                            |
| Ignacio Lara                 | San Luis de Quillota         | 1                            |
| Gastón Sirino                | San Luis de Quillota         | 1                            |
| Daniel Vicencio              | San Luis de Quillota         | 1                            |
| Miguel Coronado              | San Marcos de Arica          | 1                            |
| Michael Silva                | San Marcos de Arica          | 1                            |
| Oscar Ortega                 | Santiago Morning             | 1                            |
| Gonzalo Reyes                | Santiago Morning             | 1                            |
| Gonzalo Candia               | Santiago Wanderers           | 1                            |
| Federico Pérez               | Santiago Wanderers           | 1                            |
| Sebastián Reyes              | Santiago Wanderers           | 1                            |
| César Pinares                | Unión Española               | 1                            |
| Óscar Hernández              | Unión Española               | 1                            |
| José Luis Sierra             | Unión Española               | 1                            |
| Lucas Bracco                 | Unión La Calera              | 1                            |
| Federico Laurito             | Unión La Calera              | 1                            |
| Álvaro Torres                | Unión La Calera              | 1                            |
| Sebastián Zúñiga             | Unión San Felipe             | 1                            |
| Diego Buonanotte             | Universidad Católica         | 1                            |
| Sebastián Jaime              | Universidad Católica         | 1                            |
| Germán Lanaro                | Universidad Católica         | 1                            |
| Fabián Carmona               | Universidad de Chile         | 1                            |
| Felipe Mora                  | Universidad de Chile         | 1                            |
| Matías Rodríguez             | Universidad de Chile         | 1                            |

     Máximo goleador de la Copa Chile MTS 2016.

### Tripletas, pókers o manos
Aquí se encuentra la lista de tripletas o hat-tricks, póker de goles y manos (en general, tres o más goles anotados por un jugador en un mismo encuentro) convertidos en la copa.
| Fecha    | Jugador         | Goles           | Local          | Resultado | Visitante | Jornada            |
| -------- | --------------- | --------------- | -------------- | --------- | --------- | ------------------ |
| 9/7/2016 | Leandro Benegas | 43' · 61' · 90' | Coquimbo Unido | 0 - 6     | Palestino | Primera fase (ida) |

### Autogoles
Actualizado el 18 de julio de 2016.
| Jugador           | Equipo              | Autogoles |
| Cristián Neculñir | San Marcos de Arica | 1         |
| Cristóbal Cáceres | Santiago Morning    | 1         |
| Nery Veloso       | Santiago Wanderers  | 1         |

     Máximo(s)  anotador(es) en propia puerta.

## Asistencia en los estadios

### 20 partidos con mejor asistencia
Fecha de actualización: 14 de diciembre de 2016
| Fecha            | Estadio                            | Ciudad                | Local                | Visita               | Público |
| ---------------- | ---------------------------------- | --------------------- | -------------------- | -------------------- | ------- |
| Semifinal        | Monumental                         | Santiago (Macul)      | Colo Colo            | Universidad Católica | 38.980  |
| Final            | Nacional Julio Martínez Pradanos   | Santiago (Nuñoa)      | Colo Colo            | Everton              | 33.419  |
| Octavos de final | Nacional Julio Martínez Pradanos   | Santiago (Nuñoa)      | Universidad de Chile | Deportes Iquique     | 24.562  |
| Cuartos de Final | Nacional Julio Martínez Pradanos   | Santiago (Nuñoa)      | Universidad de Chile | Universidad Católica | 24.004  |
| Cuartos de Final | Monumental                         | Santiago (Macul)      | Colo Colo            | Cobreloa             | 18.219  |
| Primera Fase     | Monumental                         | Santiago (Macul)      | Colo Colo            | Ñublense             | 11.233  |
| Octavos de final | Bicentenario Germán Becker         | Temuco                | Deportes Temuco      | Universidad Católica | 10.875  |
| Semifinal        | San Carlos de Apoquindo            | Santiago (Las Condes) | Universidad Católica | Colo Colo            | 9.877   |
| Cuartos de Final | San Carlos de Apoquindo            | Santiago (Las Condes) | Universidad Católica | Universidad de Chile | 9.627   |
| Cuartos de Final | Zorros del Desierto                | Calama                | Cobreloa             | Colo Colo            | 8.482   |
| Semifinal        | Sausalito                          | Viña del Mar          | Everton              | Audax Italiano       | 7.529   |
| Octavos de final | Monumental                         | Santiago (Macul)      | Colo Colo            | Huachipato           | 7.139   |
| Cuartos de Final | Sausalito                          | Viña del Mar          | Everton              | Unión Española       | 6.873   |
| Octavos de final | San Carlos de Apoquindo            | Santiago (Las Condes) | Universidad Católica | Deportes Temuco      | 5.667   |
| Primera Fase     | Bicentenario Nelson Oyarzún Arenas | Chillán               | Ñublense             | Colo Colo            | 5.476   |
| Primera Fase     | San Carlos de Apoquindo            | Santiago (Las Condes) | Universidad Católica | Santiago Morning     | 5.451   |
| Semifinal        | Bicentenario de La Florida         | Santiago (La Florida) | Audax Italiano       | Everton              | 5.182   |
| Primera Fase     | Sausalito                          | Viña del Mar          | Everton              | Unión San Felipe     | 5.024   |
| Octavos de final | Sausalito                          | Viña del Mar          | Everton              | Palestino            | 4.124   |
| Octavos de final | Bicentenario El Teniente           | Rancagua              | O'Higgins            | Unión Española       | 3.816   |